# Казуки Ганаха
Казуки Ганаха (на японски: 我那覇 和樹) е японски футболист.

## Национален отбор
Записал е и 6 мача за националния отбор на Япония.
| Япония | Япония | Япония |
| Година | Мачове | Голове |
| ------ | ------ | ------ |
| 2006   | 6      | 3      |
| Общо   | 6      | 3      |